# Goryczka (Masyw Śnieżnika)
Goryczka (niem. Bitter Koppe) – wzniesienie 422 m n.p.m. w południowo-zachodniej Polsce, w Sudetach Wschodnich, w Masywie Śnieżnika - Krowiarkach.

## Położenie
Wzniesienie położone jest w Sudetach Wschodnich, w północno-zachodniej części Masywu Śnieżnika, na północno-zachodnim krańcu długiego grzbietu odchodzącego od Śnieżnika, w północno-zachodniej części Krowiarek, około 2,4 km, na południowy zachód od miejscowości Żelazno. Po południowo-zachodniej stronie góry u podnóża, położona jest miejscowość Gorzanów, a po północno-zachodniej Krosnowice.

## Charakterystyka
Jest to niewielkie wzniesienie, o dość stromych zboczach z niewyraźą częścią szczytową, położoną na wierzchołkowym grzbiecie na końcu pasma. Od północnego zachodu grzbiet kończy się nad Krosnowicami a od południowego wschodu z Dębową. Na południowo-zachodnim zboczu wśród lasu stoi pojedyncza wapienna skałka o nazwie Kapelusz.

## Budowa geologiczna
Wzniesienie o zróżnicowanej budowie geologicznej, zbudowane ze skał metamorficznych - głównie łupków łyszczykowych, a podrzędnie z wapieni krystalicznych - marmurów kalcytowych i dolomitowych serii strońskiej, będącej częścią metamorfiku Lądka i Śnieżnika.

## Roślinność
Wzniesienie porośnięte jest w całości lasem mieszanym i świerkowym regla dolnego, poniżej wysokości rozciągają się łąki i pola uprawne.